# Colibrí diamant pit-roig
El colibrí diamant pit-roig (Heliodoxa aurescens) és una espècie d'ocell de la família dels troquílids (Trochilidae) que habita la selva humida de les terres baixes l'est dels Andes al sud-est de Colòmbia, sud de Veneçuela, est de l'Equador, est del Perú, nord de Bolívia i oest amazònic del Brasil.